# Лісопромисловий комплекс
Лісопромисловий (лісовиробничий) комплекс - лісове господарство, деревообробна, целюлозно-паперова, лісохімічна і гідролізна промисловості. Продукція одного виробництва є сировиною для іншого. Лісозаготівельні підприємства дають деревину для лісопильних заводів. Пиломатеріали — вихідна сировина для меблевих фабрик. Відходи лісозаготівлі і деревообробки використовують у лісохімії, а також для виробництва паливних гранул. Тому вигідно створювати лісохімічні комбінати, де послідовну обробку деревини можна поєднувати з повною переробкою відходів.
Основною метою лісопромислових комплексів повинно бути створення та реалізація соціально-екологічних систем, які дозволяють лісу відновлюватись, щоб продовжувати стійке постачання екологічних лісоматеріалів і сировини.

## Лісохімічна і гідролізна промисловість
Підприємства лісохімії переробляють деревину хвойних, листяних порід дерев (береза), використовують також кору, гілки дерев, живицю, хвою тощо. Тому у своєму розміщенні орієнтуються на лісопромислові райони. Вони виробляють метиловий спирт, каніфоль, камфору, скипидар, оцтову кислоту, деревне вугілля тощо.
Гідролізна промисловість порівняно нова. На підприємствах цієї галузі методом гідролізу деревини (тирси) і нехарчової сировини (кукурудзяних качанів без зерна, соломи, костриці, соняшникового лушпиння) виробляють етиловий і метиловий спирти, білкові дріжджі, кристалічний цукор (глюкозу та ін.).